# Lucrezia Borgia (film 1953)
Lucrezia Borgia (Lucrèce Borgia ) è un film del 1953 diretto da Christian-Jaque.
Il film, girato nei Pathé Studio Cinéma dall'8 novembre 1952 al 28 marzo 1953, venne presentato nelle sale il 23 ottobre 1953. I protagonisti della storia sono i fratelli Lucrezia e Cesare Borgia, interpretati da Martine Carol e da Pedro Armendáriz.

## Trama
Nella Roma pontificia alla fine del XV secolo, Cesare Borgia, figlio di papa Alessandro VI, usa e abusa del proprio ascendente sulla sorella Lucrezia, creatura affascinante e voluttuosa. Per motivi politici, combina i matrimoni di Lucrezia: egli sogna d'ingrandire lo stato pontificio per mettere l'Italia sotto il controllo dei Borgia. Giovanni Sforza, il primo marito di Lucrezia, dichiarato impotente, viene messo fuori gioco e Lucrezia è costretta a sposarsi con Alfonso d'Aragona. Sottomessa, la giovane accetta, ma poi riconosce con gioia nel futuro sposo uno sconosciuto che aveva goduto dei suoi favori la sera di Carnevale. Il disgusto del duca cede presto all'amore. Cesare, nel frattempo, sogna una nuova alleanza e fa assassinare Alfonso. Rassegnata, dolorosamente passiva, Lucrezia è costretta a sposare il duca d'Este.

## Produzione
Il film fu una co-produzione italo-francese cui parteciparono come produttori Francis Cosne, Georges Dancigers, Alexandre Mnouchkine e Angelo Rizzoli.

## Distribuzione
Distribuito dalla Cinédis, il film uscì nelle sale cinematografiche francesi il 23 ottobre 1953. Ebbe una distribuzione internazionale: il 27 novembre uscì nella Germania Ovest; in Italia, distribuito dalla Dear Film, il 1º dicembre. L'anno seguente, uscì in Svezia (11 gennaio 1954), Danimarca (22 marzo), Portogallo (27 aprile), Austria (agosto, distribuito dalla Oefram Filmverleih), Finlandia (8 ottobre 1954). Negli Stati Uniti venne presentato in prima a New York il 3 marzo 1956 in una versione doppiata e distribuita dalla Aidart Distribution Company.